# Brasserie Van Eecke
Vous pouvez aider à l'améliorer ou bien discuter des problèmes sur sa page de discussion.
- Il ne cite pas suffisamment ses sources. Vous pouvez indiquer les passages à sourcer avec {{référence nécessaire}} ou {{Référence souhaitée}}, et inclure les références utiles en les liant aux notes de bas de page. (Marqué depuis avril 2021)
- Il contient une ou plusieurs listes. Le texte gagnerait à être rédigé sous la forme d’un ou plusieurs paragraphes synthétiques, afin d’être plus agréable à lire. (Marqué depuis avril 2021)

- Archive Wikiwix
- Bing
- Cairn
- DuckDuckGo
- E. Universalis
- Gallica
- Google
- G. Books
- G. News
- G. Scholar
- Persée
- Qwant
- (zh) Baidu
- (ru) Yandex
- (wd) trouver des œuvres sur Wikidata

La Brasserie Van Eecke (en néerlandais : Brouwerij Van Eecke) est une brasserie familiale belge située à Watou dans la commune  de Poperinge en province de Flandre-Occidentale à un kilomètre de la frontière française. Elle brasse principalement les bières Kapittel et Poperings Hommelbier.

## Histoire
Par mariage, la famille Van Eecke devient propriétaire en 1862 de la brasserie Gouden Leeuw (Au Lion d'Or), construite en 1820 à la place d'une autre brasserie mentionnée vers 1624. L'entreprise familiale prend le nom de Brasserie Van Eecke. Les bières produites sont des bières spéciales de fermentation haute. En 1950, la brasserie commence à produire les bières d'abbaye Trappist 't Kapittel qui, par action judiciaire des pères trappistes, doivent changer leur nom en Het Kapittel puis Kapittel. En 1962, la brasserie passe par héritage à la famille Leroy, une famille de brasseurs de Boezinge déjà propriétaire de la brasserie Het Sas. La brasserie Van Eecke garde son nom et les deux brasseries continuent d'exister. Karel Leroy crée en 1981 la bière Poperings Hommelbier (hommel signifiant houblon en patois local) brassée avec des houblons locaux Brewers Gold et Hallertau. En 1985, la bière blanche Watou's Wit est créée. Actuellement, la brasserie est dirigée par Hendrik et Philip Leroy, représentant la septième génération de brasseurs.
Les locaux de la brasserie devenant trop exigus, les activités d’embouteillage et d’enfûtage sont transférés à l’installation moderne de la brasserie Het Sas à Boezinge.
La brasserie fait partie de l'association brassicole Belgian Family Brewers.

## Bières
Les bières sont produites avec des levures propres à la brasserie et avec des houblons cultivés à Poperinge.
- Les bières d'abbaye Kapittel se déclinent en 5 variétés : Pater, Dubbel, Prior, Blond et Tripel Abt.
- Poperings Hommelbier titre 7,5 % en volume d'alcool
- Vlasbier titre 6,5 % en volume d'alcool
- Watou's Wit titre 5% en volume d'alcool